# Lasiopelta septentrionalis
Lasiopelta septentrionalis är en tvåvingeart som först beskrevs av Fritz Isidore van Emden 1965.  Lasiopelta septentrionalis ingår i släktet Lasiopelta och familjen husflugor. Inga underarter finns listade i Catalogue of Life.